# Prionotus stearnsi
Prionotus stearnsi és una espècie de peix pertanyent a la família dels tríglids.

## Descripció
- Fa 17,5 cm de llargària màxima.[5][6]

## Hàbitat
És un peix marí, demersal i de clima subtropical (37°N-24°N) que viu entre 37-300 m de fondària.

## Distribució geogràfica
Es troba a l'Atlàntic occidental: des de Carolina del Nord i el nord del Golf de Mèxic fins al sud de Florida i el nord de Sud-amèrica.

## Observacions
És inofensiu per als humans.